# توشیح ملوکانه

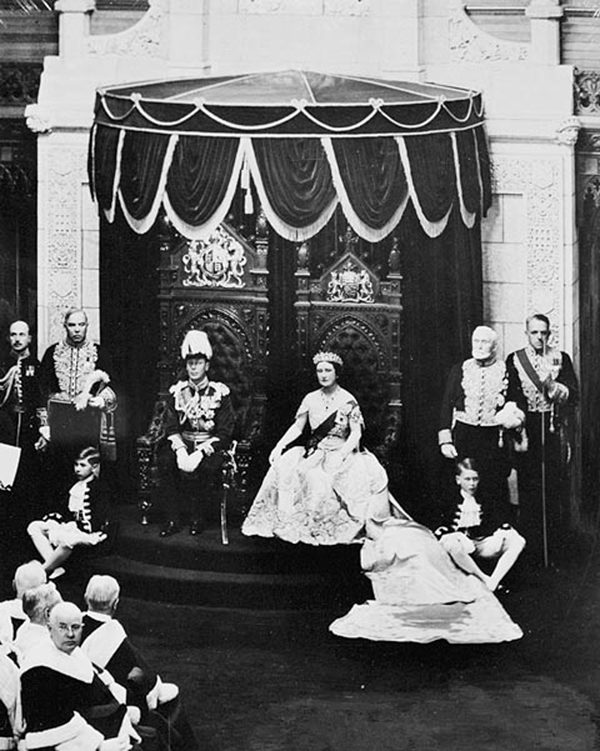
جرج ششم قانون‌هایی را در مجلس سنای کانادا به توشیح ملوکانه می‌رساند، در کنار او همسرش الیزابت نشسته‌است، ۱۹ مه ۱۹۳۹

توشیح ملوکانه به تأیید رسمی قوانین توسط پادشاه، در نظام‌های مشروطه گفته می‌شود که پس از تصویب قوانین در مجلس آن کشور انجام می‌شود. در کشورهای پادشاهی مانند بریتانیا، نروژ و لیختن‌اشتاین پادشاه می‌تواند قانونی را با توشیح ملوکانه تأیید نکند. چنین پیشامدی، جز در شرایط خاص، بسیار نادر است.
توشیح ملوکانه معمولاً با روش‌های مختلفی همراه است. در انگلستان، حاکم ممکن است شخصاً در مجلس اعیان ظاهر شود یا ممکن است کمیسران لرد را منصوب کند که در مراسمی که برای این منظور در کاخ وست مینستر برگزار می‌شود، توشیح ملوکانه را اعلام می‌کنند. با این حال، توشیح ملوکانه معمولاً گاهی به صورت تشریفاتی از طریق نامه فرمان اعلام می‌شود. در کشورهای دیگر، مانند استرالیا، فرماندار کل (به عنوان نماینده پادشاه) حق دارد پارلمان را منحل کند و لایحه ای را امضا کند. در کانادا، فرماندار کل ممکن است شخصاً در مراسمی در مجلس سنا یا با اعلامیه ای کتبی موافقت خود را در مورد موافقت پارلمان با لایحه اعلام کند.
توشیح ملوکانه در پادشاهی مشروطهٔ ایران پیش از انقلاب ۱۳۵۷ نیز وجود داشته‌است و به عنوان نمونه قانون ملی شدن صنعت نفت در ۲۹ اسفند ۱۳۲۹، پس از تصویب در مجلس شورای ملی و سنا، به توشیح ملوکانه محمدرضا پهلوی رسید.

## انگلستان
قبل از توشیح ملوکانه توسط کمیسیون قانون ۱۵۴۱، اجازه تفویض اختیار به کمیسیونرهای لرد، همیشه لازم بود که توسط حاکم شخصاً در برابر پارلمان ارائه شود. آخرین باری که توسط حاکم شخصاً در پارلمان ارائه شد، در زمان سلطنت ملکه ویکتوریا در ۱۲ اوت  بوده‌است. با این حال، بخش 1 (2) آن قانون مانع از آن نمی‌شود که حاکمیت در صورت تمایل شخصاً موافقت خود را اعلام کند.
توشیح ملوکانه آخرین مرحله مورد نیاز برای تبدیل شدن یک لایحه مجلس به قانون است. هنگامی که یک لایحه به حاکم ارائه می‌شود، او گزینه‌های رسمی زیر را دارد:
- توشیح ملوکانه را اعطا کنید، در نتیجه این لایحه را به عنوان قانون پارلمان تبدیل کنید.
- به تأخیر انداختن تصویب لایحه از طریق استفاده از اختیارات ذخیره و در نتیجه استناد به حق وتو[۱۲]
- به توصیه وزرای خود از توشیح ملوکانه خودداری کند.[۱۳]

آخرین لایحه ای که توسط حاکم رد شد، لایحه شبه نظامی اسکاتلندی در زمان سلطنت ملکه آن در سال ۱۷۰۸ بود.
عملکرد پارلمانی ارسکین می توصیه می‌کند «... و از این تحریم نمی‌توان به‌طور قانونی خودداری کرد»، به این معنی که صورتحساب‌ها باید برای توشیح ملوکانه ارسال شوند، نه اینکه باید ارائه شوند. با این حال، برخی از مقامات اعلام کرده‌اند که حاکمیت دیگر قدرتی ندارد که از تصویب لایحه‌ای بر خلاف توصیه وزرا خودداری کند.
طبق کنوانسیون‌های قانون اساسی مدرن، حاکمیت عموماً به توصیه وزرای خود و مطابق با آن عمل می‌کند. با این حال، در مورد اینکه پادشاه در صورت توصیه وزرای خود، باید از توشیح ملوکانه برای یک لایحه خودداری کند، بین محققان اختلاف نظر وجود دارد. از آنجایی که این وزرا اغلب از حمایت مجلس برخوردار می‌شوند و لوایح را به تصویب می‌رسانند، بعید است که آنها به حاکمیت توصیه کنند که از موافقت خودداری کند. از این رو، در عمل مدرن، این موضوع هرگز پیش نیامده است و از توشیح ملوکانه خودداری نشده‌است.

### گستره تاریخی
قدرت قانونگذاری ابتدا توسط حاکم اعمال می‌شد که بر اساس توصیه شورای سلطنتی، که در آن بزرگان و روحانیون ارشد شرکت داشتند به پارلمان تبدیل شد، عمل می‌کرد. در سال۱۲۶۵، ارل لستر به‌طور نامنظم پارلمانی کامل را بدون مجوز سلطنتی فراخواند. عضویت در پارلمان به اصطلاح نمونه که در سال ۱۲۹۵ تحت رهبری ادوارد اول تأسیس شد، سرانجام به دو شاخه تقسیم شد: اسقف‌ها، ابات‌ها، ارل‌ها و بارون‌ها مجلس اعیان را تشکیل دادند، در حالی که دو شوالیه از هر شایر و دو بورگز از هر بخش، رهبری مجلس عوام را بر عهده داشت. پادشاه قبل از وضع هر قانونی از هر دو مجلس مشورت و رضایت می‌گرفت. در طول سلطنت هنری ششم، برای دو مجلس قانونگذاری در قالب لوایح معمول شد که به قانون تبدیل نمی‌شد مگر اینکه موافقت حاکمیت کسب شود، زیرا حاکم قانونگذار بود و هنوز هم باقی است. از این رو، تمام اعمال شامل این بند است: «خواه توسط عالیجناب ملکه (پادشاه)، توسط و با توصیه و رضایت لردهای روحانی و موقت، و عوام، در این مجلس کنونی که گرد هم آمده‌است، و با همان اقتدار.
قدرت پارلمان در تصویب لوایح اغلب توسط پادشاهان خنثی می‌شد. چارلز اول پارلمان را در سال ۱۶۲۹ منحل کرد، پس از تصویب طرح‌ها و لایحه‌های انتقادی و تلاش برای محدود کردن اعمال خودسرانه قدرت او در طول یازده سال حکومت شخصی پس از آن، چارلز اقدامات مشکوک قانونی مانند افزایش مالیات را بدون تصویب پارلمان انجام داد.
شکل سوگند تاجگذاری که توسط پادشاهان تاجیمز اول و چارلز اول گرفته شد شامل یک وعده (به لاتین) برای حمایت از قوانین و آداب و رسوم قانونی که مردم انتخاب کرده بودند (quas vulgus elegerit) بود. بر سر معنای این عبارت اختلاف نظر وجود داشت: فعل elegerit مبهم است، یا نشان دهنده آینده کامل ("که مردم عادی باید انتخاب کنند")، یا فاعل کامل ("که مردم عادی ممکن است انتخاب کرده‌اند"). چارلز اول، با اتخاذ تفسیر اخیر، خود را تنها متعهد به حفظ قوانین و آداب و رسومی می‌دانست که در زمان تاجگذاری او وجود داشت. پارلمان ترجمه قبلی را ترجیح داد و سوگند را به عنوان تعهدی برای موافقت با هر قانونی که توسط پارلمان تصویب می‌شود، به عنوان نماینده «مردم عادی» تفسیر کرد. پارلمان کنوانسیون این موضوع را با حذف عبارت مورد مناقشه از سوگند حل کرد.
پس از جنگ داخلی انگلیس، پذیرفته شد که پارلمان باید به‌طور منظم برای تشکیل جلسه احضار شود، اما هنوز برای پادشاهان عادی بود که از توشیح ملوکانه برای لوایح امتناع کنند. قانون فتنه ۱۶۶۱ حتی با بیان اینکه پارلمان دارای «قدرت قانونگذاری بدون پادشاه» است، جرمی خیانت آمیز بود. در سال ۱۶۷۸، چارلز دوم موافقت خود را با لایحه ای «برای حفظ صلح پادشاهی از طریق تشکیل شبه نظامیان، و ادامه آنها در وظیفه برای چهل و دو روز»، که پیشنهاد می‌کرد که او، نه پارلمان، باید شبه نظامیان را کنترل کند، خودداری کرد. ویلیام سوم از وتوی سلطنتی نسبتاً آزادانه استفاده کرد و از پنج لایحه عمومی بین سال‌های ۱۶۹۲ و ۱۶۹۶ خودداری کرد این‌ها بودند:
- لایحه قضات (وتو شده در ۱۶۹۲) هزینه‌های تعیین شده توسط قضات را تنظیم می‌کرد و حق پادشاه را برای عزل قضات به میل خود حذف می‌کرد و تصریح می‌کرد که یک قاضی باید کمیسیون خود را «بر اساس رفتار خوب» برگزار کند. یکی از ناظران معاصر گزارش داد که وتوی ویلیام توسط خود قضات توصیه شده بود، زیرا نگران این بود که تنظیم حق‌الزحمه آنها را از یک منبع دیگر درآمد سودآور محروم کند.[۲۸]
- لایحه معادن سلطنتی (وتو شده در ۱۶۹۲) به وضوح حق پادشاه را برای تصرف هر معدن حاوی طلا یا نقره تعریف می‌کرد. لایحه مشابهی دوباره توسط پارلمان تصویب شد و در سال بعد با توشیح ملوکانه موافقت شد.[۲۸]
- لایحه سه ساله (وتو شده در ۱۶۹۳) تضمین می‌کرد که پارلمان سالانه تشکیل جلسه می‌دهد و هیچ پارلمانی نمی‌تواند بیش از سه سال دوام بیاورد. قانون مشابهی بدون نیاز به جلسات سالانه پارلمان در سال ۱۶۹۴ به تصویب پادشاه رسید و به قانون تبدیل شد.[۲۸]
- لایحه مکان (وتو شده در ۱۶۹۴) اعضای پارلمان را از پذیرش هرگونه منصب یا شغلی تحت عنوان ولیعهد بدون نامزدی مجدد در انتخابات منع می‌کرد.[۲۸] ماده مشابهی بعداً توسط ویلیام به عنوان بخشی از قانون حل و فصل ۱۷۰۱ تصویب شد.[۳۱]
- لایحه صلاحیت (وتو شده در ۱۶۹۶) صلاحیت مالکیت را برای اعضای پارلمان ایجاد می‌کرد.[۲۸]

کارافانو پیشنهاد می‌کند که ویلیام سوم وتوی سلطنتی را «ابزار شخصی قانونگذاری خود» می‌دانست. در مقابل، آخرین پادشاه استوارت و ملکه آن، تنها یک بار از موافقت یک لایحه خودداری کرد. در ۱۱ مارس ۱۷۰۸، او لایحه شبه نظامیان اسکاتلند را به توصیه وزرای خود وتو کرد. از آن زمان هیچ پادشاهی از توشیح ملوکانه در مورد لایحه ای که توسط پارلمان تصویب شده‌است خودداری نکرده‌است.
در طول حکومت سلسله بعدی هانوفر، قدرت به تدریج توسط پارلمان و دولت اعمال شد. اولین پادشاه هانوفر، جورج اول، وارث فرضی و سپس پادشاه در اواخر عمر شد. او که انگلیسی را به عنوان زبان دوم صحبت می‌کرد و در ابتدا با سیاست و آداب و رسوم بریتانیا آشنا نبود، تا حد زیادی به وزرای خود نسبت به پادشاهان قبلی اعتماد داشت. بعدها پادشاهان هانوفر تلاش کردند تا کنترل سلطنتی را بر قوانین بازگردانند: جورج سوم و جرج چهارم هر دو آشکارا با آزادی کاتولیک مخالفت کردند و اظهار داشتند که اعطای موافقت به لایحه آزادی کاتولیک، سوگند تاجگذاری را نقض می‌کند، که حاکم را ملزم به حفظ آن می‌کرد. و از کلیسای مستقر انگلستان در برابر سلطه پاپ محافظت می‌کند و به افرادی که با قدرت خارجی که مشروعیت آنها را به رسمیت نمی‌شناسد در اتحاد بودند، حقوق می‌دهد. با این حال، جورج چهارم با اکراه موافقت خود را به توصیه وزیرانش اعلام کرد. بنابراین، همان‌طور که مفهوم مسئولیت ورزی تکامل یافته‌است، قدرت خودداری از توشیح ملوکانه، هم در بریتانیا و هم در سایر قلمروهای مشترک المنافع از بین رفته‌است.
در سال ۱۹۱۴، جورج پنجم مشاوره حقوقی در مورد عدم رضایت سلطنتی از لایحه دولت ایرلند دریافت کرد. سپس قانون بسیار بحث‌برانگیزی که دولت لیبرال قصد داشت با استفاده از قانون پارلمان ۱۹۱۱ از پارلمان عبور کند. او تصمیم گرفت بدون «شواهد قانع‌کننده مبنی بر جلوگیری از یک فاجعه ملی، یا حداقل تأثیر آرامش‌بخش بر شرایط پریشان زمان»، از موافقت خودداری نکند.
گفته شده‌است که در دوران مدرن، دولت می‌تواند به پادشاه توصیه کند که از توشیح ملوکانه خودداری کند، اما سیاستمداران منتخب باید تلاش کنند تا از چنین سناریویی اجتناب کنند.

#### اسکاتلند
توشیح ملوکانه آخرین مرحله در روند قانونگذاری برای اعمال پارلمان اسکاتلند است. این فرایند توسط بخش‌های ۲۸، ۳۲، و ۳۳ قانون اسکاتلند ۱۹۹۸ اداره می‌شود. پس از تصویب یک لایحه، رئیس پارلمان اسکاتلند پس از یک دوره چهار هفته ای، آن را برای توشیح ملوکانه به پادشاه ارائه می‌کند، که طی آن وکیل کل اسکاتلند، لرد وکیل، دادستان کل یا وزیر امور خارجه اسکاتلند ممکن است این لایحه را برای بررسی قانونی بودن آن به دادگاه عالی بریتانیا (قبل از ۱ اکتبر ۲۰۰۹، کمیته قضایی شورای خصوصی) ارجاع دهد. توشیح ملوکانه با نامه‌های فرمان علنی تحت مهر بزرگ اسکاتلند همان‌طور که در دستور پارلمان اسکاتلند (نامه‌های فرمان علنی و اعلامیه‌ها) 1999 (SI ۱۹۹۹/۷۳۷) آمده‌است و اطلاعیه آن در روزنامه‌های لندن، ادینبورگ و بلفاست منتشر شده‌است.

#### ولز
اقداماتی که به وسیله آن مجلس ملی ولز قوانینی را بین سال‌های ۲۰۰۶ تا ۲۰۱۱ تصویب کرد، توسط ملکه با دستوری در شورا مورد موافقت قرار گرفت. بخش ۱۰۲ قانون دولت ولز ۲۰۰۶، منشی را ملزم می‌کند که پس از یک دوره چهار هفته‌ای، اقداماتی را که توسط مجمع تصویب شده‌است، ارائه کند که طی آن مشاور کل ولز یا دادستان کل می‌توانند اقدام پیشنهادی را به دادگاه عالی ارجاع دهند. تصمیم‌گیری در مورد اینکه آیا این اقدام در صلاحیت قانونی مجمع است یا خیر. پس از همه‌پرسی برگزار شده در مارس ۲۰۱۱، که در آن اکثریت به تمدید اختیارات قانونگذاری مجمع رأی دادند، اقدامات با قوانین مجمع جایگزین شد.

#### ایرلند شمالی
بر اساس بخش ۱۴ قانون ایرلند شمالی ۱۹۹۸، لایحه ای که توسط مجلس ایرلند شمالی تصویب شده‌است، پس از یک دوره انتظار چهار هفته ای که طی آن دادستان کل ایرلند شمالی توسط وزیر امور خارجه ایرلند شمالی برای توشیح ملوکانه به ملکه ارائه می‌شود. ایرلند شمالی ممکن است این لایحه را به دیوان عالی ارجاع دهد. رضایت از طریق نامه‌های فرمان علنی به شکل زیر که در دستور ایرلند شمالی (توافق سلطنتی به لوایح) در سال ۱۹۹۹ تنظیم شده‌است، داده می‌شود.
بین سال‌های ۱۹۲۲ و ۱۹۷۲، لوایح تصویب شده توسط پارلمان ایرلند شمالی برای توشیح ملوکانه تحت قانون دولت ایرلند در سال ۱۹۲۰ به فرماندار ایرلند شمالی منتقل شد و جایگزین دفتر لرد ستوان شد.

#### جرسی و گرنزی
معاون فرمانداران بایلیویک جرسی و بیلیویک و جزایر گرنزی صلاحیت اعطای موافقت را ندارند و به عنوان نماینده ولیعهد بریتانیا، با قوانینی که از مجامع مقننه مربوط این جزایر صادر می‌شود، موافقت نمی‌کنند. قانون ایالت‌های جرسی در سال ۲۰۰۵ قدرت فرماندار را برای اعمال مستقیم وتوی رسمی به قطعنامه ایالت‌های جرسی لغو می‌کند.
معادل توشیح ملوکانه به توصیه رسمی کمیته شورای امور جرسی و گورنزی در اجرای دستور شورای ملکه الیزابت دوم در ۲۲ فوریه ۱۹۵۲ به‌طور رسمی اعطا یا به‌طور رسمی رد می‌شود. نمونه اخیری که معادل توشیح ملوکانه رد شد، در سال ۲۰۰۷ بود، در مورد اصلاحات در قانون اساسی درخواست‌های اصلی سارک. (نسخه اصلاح شده اصلاحات پیشنهادی متعاقباً معادل توشیح ملوکانه داده شد.)

#### جزیره من
رویه‌های ویژه‌ای برای قوانین تصویب شده توسط تینوالد جزیره من اعمال می‌شود. قبل از اینکه ارباب جزیره توسط ولیعهد بریتانیا در سال ۱۷۶۵ خریداری شود (تجلیل)، موافقت لرد مان با یک لایحه با نامه ای به فرماندار امضا شد. پس از ۱۷۶۵، معادل توشیح ملوکانه ابتدا با نامه وزیر امور خارجه به فرماندار مشخص شد. اما، در دوران سلطنت بریتانیا، رویه اعطای معادل توشیح ملوکانه به قوانین مانکس توسط دستورهای در شورا آغاز شد، که تا امروز ادامه دارد، اگرچه از سال ۱۹۸۱ به موارد استثنایی محدود شده‌است. در آن سال، فرمانی در شورا، اختیار اعطای توشیح ملوکانه به لوایح تصویب شده توسط تینوالد را به معاون فرماندار تفویض کرد. با این حال، معاون فرماندار باید هرگونه لایحه ای را که بر اختیارات محفوظ است (دفاع، روابط خارجی، قانون تابعیت، روابط بین جزیره و بریتانیا و هر موضوع مربوط به پادشاه) برای مشاوره به دولت بریتانیا ارجاع دهد که در مورد آن لازم است. عمل کردن
از سال ۱۹۹۳، شورای اسقف نشینی سودور و من کلیسای انگلستان در استان یورک این اختیار را دارد که اقداماتی را در مورد هر موضوعی که مربوط به کلیسای انگلستان در جزیره باشد، اتخاذ کند. در صورت تصویب توسط تینوالد، یک اقدام «قدرت و اثر یک قانون تینوالد پس از اعلام توشیح ملوکانه به تینوالد خواهد بود». بین سالهای ۱۹۷۹ و ۱۹۹۳، سینود اختیارات مشابهی داشت، اما محدود به گسترش اقدامات مجمع عمومی به جزیره من بود. قبل از سال ۱۹۹۴، معادل توشیح ملوکانه به عنوان یک لایحه توسط دستور در شورا اعطا می‌شد، اما قدرت اعطای معادل توشیح ملوکانه به اقدامات اکنون به معاون فرماندار واگذار شده‌است. یک اقدام نیازی به اعلام ندارد.

### رابطه با رضایت ملکه
رضایت پادشاه و رضایت شاهزاده از توشیح ملوکانه متمایز است. آنها فقط برای لوایحی که بر اختیارات سلطنتی و دارایی‌های شخصی و «منافع شخصی» پادشاه تأثیر می‌گذارند مورد نیاز هستند و قبل از اینکه پارلمان بحث کند یا برای تصویب یک لایحه رای دهد صادر می‌شود. آنها آیین‌نامه داخلی پارلمانی هستند که اصولاً می‌توانند توسط پارلمان کنار گذاشته شوند. توشیح ملوکانه همیشه به توصیه دولت اعطا می‌شود. پادشاه هرگز تصمیم به عدم رضایت نمی‌گیرد.

## سایر قلمروهای مشترک المنافع
در قلمروهای مشترک المنافع به غیر از بریتانیا، توشیح ملوکانه یا توسط حاکم قلمرو یا غالباً توسط نماینده حاکمیت، فرماندار کل اعطا می‌شود یا از آن خودداری می‌شود. در قلمروهای فدرال، موافقت در هر ایالت یا استان توسط نمایندگان حاکمیت اعطا یا لغو می‌شود.
در استرالیا، در مورد ویژه لایحه ای که حاوی پیشنهاد اصلاح قانون اساسی است، این لایحه توسط مردمی به همه‌پرسی ارائه می‌شود که باید قبل از دریافت توشیح ملوکانه لایحه و اعمال تغییرات قانون اساسی، این پیشنهاد را تصویب کنند. تمام لوایح دیگری که به‌طور معمول توسط مجلس تصویب می‌شوند، پس از دریافت توشیح ملوکانه به قوانین پارلمان تبدیل می‌شوند.
برای کانادا، اینها معاون فرمانداران استان‌ها هستند. یک ستوان فرماندار ممکن است موافقت خود را به فرماندار کل موکول کند، و فرماندار کل ممکن است موافقت با لوایح فدرال را به حاکمیت موکول کند. اگر فرماندار کل کانادا نتواند موافقت کند، می‌تواند توسط معاون فرماندار کل کانادا که در حال حاضر قاضی دادگاه عالی کانادا است، انجام شود. در واقع لزومی ندارد که فرماندار کل لایحه ای را که توسط قوه مقننه تصویب می‌شود امضا کند، امضا صرفاً یک تصدیق است. در هر مورد، قبل از اینکه لایحه به قانون تبدیل شود، باید از موافقت مجلس مطلع شود. دو روش در دسترس است: نمایندگان حاکمیت ممکن است با حضور هر دو مجلس موافقت کنند. در عوض، هر خانه ممکن است به‌طور جداگانه، معمولاً توسط سخنران آن خانه مطلع شود. با این حال، اگر چه هر دو مجلس باید در یک روز مطلع شوند، در حالی که مجلس عوام در جلسه نیست، ممکن است از طریق انتشار یک شماره ویژه از مجلات مجلس عوام اطلاع‌رسانی شود، در حالی که سنا باید در حال نشست باشد. و نامه فرماندار کل توسط سخنران با صدای بلند خوانده شد.

## گستره تاریخی
در حالی که از سال ۱۷۰۸ توشیح ملوکانه برای لایحه ای که توسط دولت در بریتانیا حمایت می‌شود، دریغ نمی‌شود، اغلب در مستعمرات بریتانیا و مستعمرات سابق توسط فرماندارانی که بر اساس دستورالعمل‌های سلطنتی عمل می‌کنند، خودداری می‌شود. در اعلامیه استقلال ایالات متحده، مستعمره نشینان شکایت کردند که جورج سوم «موافقت خود را با قوانین، سالم‌ترین و ضروری‌ترین قوانین برای منافع عمومی رد کرده‌است [و] فرمانداران خود را از تصویب قوانینی با اهمیت فوری منع کرده‌است، مگر اینکه قوانین به حالت تعلیق درآید، تا رضایت او اخذ شود و و هنگامی که به حالت تعلیق درآمد، از رسیدگی به آنها به کلی غفلت کرده‌است.»
از زمان اعلامیه بالفور در سال ۱۹۲۶ و اساسنامه وست مینستر در سال ۱۹۳۱، همه قلمروهای مشترک المنافع پادشاهی مستقل بوده‌اند، پادشاه و فرمانداران کل تنها بر اساس توصیه وزرای محلی عمل می‌کنند، که عموماً حمایت قوه مقننه را حفظ می‌کنند و همان‌ها تصویب لوایح را تضمین می‌کنند؛ بنابراین، بعید است که به حاکمیت یا نماینده او توصیه کنند که از موافقت خودداری کند. قدرت خودداری از توشیح ملوکانه توسط معاون فرماندار آلبرتا، جان سی. بوون، در سال ۱۹۳۷، در رابطه با سه لایحه تصویب شده در مجلس قانونگذاری تحت سلطه حزب اعتبار اجتماعی ویلیام آبرهارت اعمال شد. دو لایحه به دنبال این بود که بانک‌ها را تحت اختیار این استان قرار دهند و از این طریق در اختیارات دولت فدرال دخالت کنند. لایحه سوم، لایحه اخبار و اطلاعات دقیق، ظاهراً روزنامه‌ها را مجبور می‌کند که تکذیبیه‌های دولتی را در مورد داستان‌هایی که کابینه استانی به آن اعتراض کرده‌است، چاپ کنند. غیرقانونی بودن هر سه لایحه بعداً توسط دادگاه عالی کانادا و کمیته قضایی شورای خصوصی تأیید شد.
در استرالیا، مسائل فنی با توشیح ملوکانه در هر دو سال ۱۹۷۶ و ۲۰۰۱ به وجود آمد. در سال ۱۹۷۶، لایحه ای که منشأ آن مجلس نمایندگان بود، به اشتباه به فرماندار کل ارائه شد و با آن موافقت شد. با این حال، بعداً مشخص شد که سنا آن را تصویب نکرده‌است. این خطا به این دلیل رخ داد که دو لایحه با همین عنوان از مجلس سرچشمه گرفته بود. فرماندار کل، پیش از تصویب لایحه ای که در واقع سنا و مجلس نمایندگان را تصویب کرده بود، موافقت اول را لغو کرد. همین رویه برای تصحیح خطای مشابهی که در سال ۲۰۰۱ رخ داد، دنبال شد.

## مراسم

### انگلستان
در بریتانیا، لایحه ای پس از گذراندن تمام مراحل لازم در مجلس عوام و مجلس اعیان، برای توشیح ملوکانه ارائه می‌شود. بر اساس قوانین پارلمان ۱۹۱۱ و ۱۹۴۹، مجلس عوام ممکن است تحت شرایط خاصی دستور دهد که لایحه ای برای تصویب علی‌رغم عدم تصویب مجلس اعیان ارائه شود.
فهرستی از تمام لوایحی که به این ترتیب پارلمان تصویب شده‌اند توسط منشی ولیعهد در صدارت تهیه می‌شود. این فهرست سپس توسط منشی مجلس تصویب می‌شود. (نخست‌وزیر، سایر وزرا و اعضای شورای خصوصی معمولاً هیچ دخالتی در تهیه فهرست ندارند) منشی تاج و تخت سپس نامه‌های فرمان علنی را تهیه می‌کند که تمام صورت حساب‌های مربوط را فهرست می‌کند و سپس توسط پادشاه امضا می‌شود.
موافقت توسط حاکمیت یا کمیسیونرهای لرد که مجاز به عمل با نامه فرمان علنی هستند اعطا می‌شود. توشیح ملوکانه ممکن است در پارلمان یا خارج از پارلمان اعطا شود. در مورد دوم، هر خانه باید به‌طور جداگانه قبل از اجرایی شدن لایحه مطلع شود.
منشی پارلمان، یکی از مقامات مجلس اعیان، به‌طور سنتی فرمولی را به زبان انگلو نورمن بیان می‌کند که نشان دهنده تصمیم حاکمیت است. اعطای توشیح ملوکانه به صورت‌حساب تدارکاتی با عبارت «لو روی از رعایای خوب خود تشکر می‌کند، خیرخواهی آنها را می‌پذیرد و بنابراین او را می‌خواهد» نشان داده می‌شود، به عنوان «پادشاه از رعایای خوب خود تشکر می‌کند، فضل آنها را می‌پذیرد، و چنین خواهد شد." برای سایر صورت‌حساب‌های عمومی یا خصوصی، فرمول به سادگی " Le Roy le veult " ("شاه اراده می‌کند") است. برای صورت‌حساب‌های شخصی، عبارت «Soit fait comme il est désiré» است («اجازه دهید آن‌طور که می‌خواهید انجام شود»). فرمول مناسب برای خودداری از موافقت، اصطلاح معروف «Le Roy s'avisera» («شاه آن را در نظر خواهد گرفت» است.
وقتی حاکم زن است، لا رین جایگزین لو روی می‌شود.
قبل از سلطنت هنری هشتم، حاکم همیشه شخصاً موافقت خود را اعلام می‌کرد. حاکمی که تاج بر سر داشت، در اتاق لردها، در محاصره منادیان و اعضای دربار سلطنتی بر تخت می‌نشست - صحنه ای که امروزه تنها در افتتاحیه سالانه پارلمان ایالتی تکرار می‌شود. مجلس عوام، به رهبری رئیس خود، از وکلای لردها، درست بیرون اتاق گوش می‌دادند. منشی مجلس لوایح را در انتظار تصویب به پادشاه ارائه کرد، مگر اینکه لوایح عرضه به‌طور سنتی توسط رئیس مجلس مطرح می‌شد. منشی تاج که در سمت راست حاکم ایستاده بود، سپس عنوان‌ها لوایح را با صدای بلند خواند (در زمان‌های قبلی، کل متن لوایح). منشی پارلمان که در سمت چپ حاکم ایستاده بود، با بیان فرمول مناسب فرانسوی نورمن پاسخ داد.
دستگاه جدیدی برای اعطای رضایت در زمان سلطنت شاه هنری هشتم ایجاد شد. در سال ۱۵۴۲، هنری به دنبال اعدام همسر پنجم خود، کاترین هاوارد، که او را به ارتکاب زنا متهم کرد. قرار بود اعدام نه پس از محاکمه، بلکه با لایحه‌ای صادر شود، که او باید شخصاً پس از گوش دادن به کل متن موافقت کند. هنری تصمیم گرفت که «تکرار یک داستان بسیار دردناک و بیان جنایتی بسیار بدنام» در حضور او «ممکن است زخمی را که قبلاً در رویال بوسوم بسته شده‌است دوباره باز کند». بنابراین، پارلمان ماده‌ای را در قانون حصول درج کرد که به موجب آن موافقت کمیسیون‌ها «هست و همیشه بوده و خواهد بود، همان‌قدر خوب است» که رضایت شخص حاکمیت اعطا شده‌است. این روش تنها پنج بار در طول قرن شانزدهم مورد استفاده قرار گرفت، اما بیشتر در طول قرن‌های ۱۷ و ۱۸، به ویژه زمانی که سلامت جورج سوم شروع به وخامت کرد. ملکه ویکتوریا آخرین پادشاهی بود که شخصاً در سال ۱۸۵۴ موافقت کرد.
هنگام اعطای موافقت توسط کمیسیون، حاکمیت به سه یا بیشتر (معمولاً پنج) ارباب که مشاوران خصوصی هستند اجازه می‌دهد تا به نام او موافقت خود را اعلام کنند. کمیسیونرهای لردها، همان‌طور که نمایندگان پادشاه شناخته می‌شوند، لباس مجلسی قرمز رنگ می‌پوشند و روی نیمکتی بین تاج و تخت و صندلی دادگاه می‌نشینند. منشی لردینگ با صدای بلند کمیسیون را می‌خواند. کمیسر ارشد سپس اظهار می‌دارد: «اربابان من، در اطاعت از دستورهای اعلیحضرت، و به موجب کمیسیونی که اکنون خوانده شده‌است، ما اعلام می‌کنیم و به شما، اربابان روحانی و موقت و عوام که در پارلمان گردهم آمده‌اند، اعلام می‌کنیم که اعلیحضرت توشیح ملوکانه خود را به چندین قانون در کمیسیون مذکور داده‌است.»
در دهه ۱۹۶۰، مراسم تصویب کمیسیون متوقف شد و اکنون فقط یک بار در سال، در پایان جلسه سالانه مجلس، به کار گرفته می‌شود. در سال ۱۹۶۰، جنتلمن آشر از میله سیاه برای احضار مجلس عوام طی یک بحث داغ وارد شد و تعدادی از اعضا با امتناع از شرکت در مراسم، نسبت به اختلال اعتراض کردند. این شکست در سال ۱۹۶۵ تکرار شد. این بار که رئیس مجلس برای رفتن به مجلس اعیان صندلی را ترک کرد، برخی از اعضا به سخنرانی ادامه دادند. در نتیجه، قانون توشیح ملوکانه در سال ۱۹۶۷ به تصویب رسید و یک فرم اضافی برای اعطای توشیح ملوکانه ایجاد کرد. همان‌طور که دادستان کل توضیح داد، «ناراحتی زیادی نه تنها به دلیل از دست دادن وقت پارلمان که درگیر آن بوده‌است، بلکه به دلیل گسستن رشته یک سخنرانی احتمالاً شیوا و ایجاد اختلال در بحثی که ممکن است باعث شو ه است. "
بر اساس قانون توشیح ملوکانه ۱۹۶۷، توشیح ملوکانه می‌تواند توسط حاکمیت به صورت کتبی، از طریق نامه‌های فرمان علنی، که به رئیس هر مجلس ارائه می‌شود، اعطا شود. سپس افسر رئیس بیانیه ای رسمی، اما ساده به مجلس می‌دهد و هر خانه را آگاه می‌کند که توشیح ملوکانه برای اعمال ذکر شده اعطا شده‌است؛ بنابراین، بر خلاف اعطای توشیح ملوکانه توسط شخص پادشاه یا توسط کمیسران سلطنتی، روش ایجاد شده توسط قانون توشیح ملوکانه ۱۹۶۷، هر دو مجلس را ملزم نمی‌کند که به منظور دریافت اعلامیه توشیح ملوکانه، با یکدیگر ملاقات کنند. متن استاندارد اختراع نامه در دستور The Crown Office (فرم‌ها و قوانین اعلامیه‌ها) در سال ۱۹۹۲، با اصلاحات جزئی در سال ۲۰۰۰ تنظیم شده‌است. در عمل این روش استاندارد باقی می‌ماند، واقعیتی که با عبارت نامه فرمان علنی برای انتصاب کمیسران سلطنتی و با عبارت نامه فرمان علنی برای اعطای توشیح ملوکانه به صورت کتبی تحت قانون ۱۹۶۷... و از آنجایی که ما در حال حاضر نمی‌توانیم در مجلس عالی مجلس مذکور که محل عادت برای دادن توشیح ملوکانه است حضور داشته باشیم.. ").
مستقل از روشی که برای نشان دادن توشیح ملوکانه استفاده می‌شود، مسئولیت منشی پارلمان است، پس از اینکه موافقت به‌طور مقتضی به هر دو مجلس ابلاغ شد، نه تنها تأیید این عمل به نام پادشاه با فرمول رسمی فرانسوی نورمن. اما برای تأیید این که رضایت صادر شده‌است. منشی یک نسخه معتبر از صورت‌حساب را امضا می‌کند و تاریخ (به زبان انگلیسی) را که در آن موافقتنامه به دو مجلس ابلاغ شده‌است، پس از عنوان قانون درج می‌کند.

### استرالیا و نیوزلند
در استرالیا، مراسم رسمی اعطای موافقت در پارلمان از اوایل قرن بیستم به‌طور منظم استفاده نشده‌است. امروز این صورتحساب توسط خانه ای که مبدأ آن است به فرمانداری یا فرمانداری کل ارسال می‌شود. سپس فرماندار کل لایحه را امضا می‌کند و رئیس مجلس سنا و رئیس مجلس نمایندگان را مطلع می‌کند و آنها نیز به نوبه خود مجلس مربوط خود را از اقدام فرماندار کل مطلع می‌کنند. رویه مشابهی در نیوزیلند دنبال می‌شود، جایی که فرماندار کل از سال ۱۸۷۵ توشیح ملوکانه را شخصاً در پارلمان اعطا نکرده‌است

### کانادا
در کانادا، مراسم سنتی اعطای موافقت در پارلمان تا قرن بیست و یکم به‌طور منظم مورد استفاده قرار می‌گرفت، یعنی مدت‌ها پس از اینکه در بریتانیا و دیگر قلمروهای مشترک المنافع متوقف شد. یکی از نتایج، که به عنوان بخشی از مجموعه ای از اقدامات با هدف نشان دادن وضعیت کانادا به عنوان یک قلمرو مستقل تصور شد، این بود که پادشاه جورج ششم شخصاً با ۹ لایحه پارلمان کانادا در طول سفر سال ۱۹۳۹ خود به کانادا - ۸۵ سال پس از مادربزرگش، موافقت کرد. ملکه ویکتوریا، آخرین بار توشیح ملوکانه را شخصاً در بریتانیا اعطا کرده بود. با این حال، بر اساس قانون توشیح ملوکانه ۲۰۰۲، رویه جایگزین اعطای موافقت کتبی، با اطلاع هر مجلس به‌طور جداگانه (رئیس مجلس سنا یا یک نماینده، نامه‌های فرماندار کل در مورد اعلامیه کتبی توشیح ملوکانه را برای سناتورها می‌خواند.)، لازم الاجرا شد. همان‌طور که این قانون همچنین مقرر می‌دارد، توشیح ملوکانه باید توسط فرماندار کل یا یک معاون، که معمولاً یک قاضی دادگاه عالی است، مشخص شود.
مراسم توشیح ملوکانه در سنا برگزار می‌شود، زیرا حاکم به‌طور سنتی از مجلس عوام منع می‌شود. در روز برگزاری، رئیس مجلس سنا اطلاعیه دبیرکل به فرماندار کل را که زمان ورود نایب السلطنه یا معاون آن را مشخص می‌کند، برای اتاق قرائت می‌کند. پس از آن مجلس سنا نمی‌تواند به بعد از مراسم به تعویق بیفتد. گوینده حرکت می‌کند تا در کنار تخت بنشیند. حامل گرز، با گرز در دست، در مجاورت او ایستاده‌است. و فرماندار کل وارد می‌شود تا صندلی سخنران را بگیرد. سپس رئیس میله سیاه به فرمان می‌رود تا اعضای پارلمان را احضار کند که به دنبال بلک راد به سنا برمی‌گردند، گروهبانی که گرز مجلس عوام را حمل می‌کند. در مجلس سنا، اعضای عوام پشت میله می‌ایستند، در حالی که بلک راد در کنار فرماندار کل می‌ایستد، که سپس سر خود را به نشانه توشیح ملوکانه برای لوایح ارائه شده (که شامل صورتحساب‌های عرضه نمی‌شود) تکان می‌دهد. پس از تکمیل فهرست لوایح، منشی مجلس سنا می‌گوید: «به نام اعلیحضرت، جناب فرماندار کل [یا معاون] با این لوایح موافقت می‌کنند.»
اگر صورت‌حساب‌هایی برای دریافت توشیح ملوکانه وجود داشته باشد، رئیس مجلس عوام عنوان‌ها آن‌ها را می‌خواند و منشی سنا آن‌ها را برای فرماندار کل تکرار می‌کند و او سرش را برای ابلاغ توشیح ملوکانه تکان می‌دهد. وقتی همه این لوایح به تصویب رسید، منشی مجلس سنا «به نام اعلیحضرت، جناب فرماندار کل [یا معاون] از رعایای وفادار خود تشکر می‌کند، خیرخواهی آنها را می‌پذیرد و با این لوایح موافقت می‌کند». سپس فرماندار کل یا معاون وی پارلمان را ترک می‌کند.

## کشورهای دیگر
در برخی از پادشاهی‌ها - مانند بلژیک، دانمارک، ژاپن، مالزی، هلند، نروژ، اسپانیا و تایلند، انتشار و همچنین توشیح ملوکانه مورد نیاز است. با این حال، در سوئد، پادشاه از سال ۱۹۷۵ از روند حذف شده‌است و دولت (یعنی کابینه به ریاست نخست‌وزیر) رسماً قوانینی را ابلاغ می‌کند. با این حال، در هر دو مورد، روند موافقت و ابلاغ معمولاً رسمی است، چه بر اساس کنوانسیون قانون اساسی و چه بر اساس ماده صریح قانون اساسی.

### بلژیک
طبق اصل ۱۰۹ قانون اساسی: «شاه قوانین را توشیح و ابلاغ می‌کند». در بلژیک، توشیح ملوکانه تحریم سلطنتی (sanction royale / koninklijke bekrachtiging) نامیده می‌شود و توسط پادشاه امضا کننده اساسنامه پیشنهادی (و وزیری که آن را متقابل امضا می‌کند) اعطا می‌شود. قانون اساسی بلژیک مستلزم آن است که امتناع احتمالی سلطنتی - مانند هر اقدام دیگر پادشاه - توسط وزیر مسئول در مقابل مجلس نمایندگان امضا شود. پادشاه قانون را ابلاغ می‌کند، به این معنی که او رسماً دستور می‌دهد که قانون به‌طور رسمی منتشر و اجرا شود. در سال ۱۹۹۰، زمانی که شاه بودوئن به کابینه خود توصیه کرد که به وجدان نمی‌تواند لایحه‌ای را امضا کند که سقط جنین را جرم‌زدایی می‌کند (امتنایی که آشکارا توسط یک وزیر مسئول پوشش داده نمی‌شود)، شورای وزیران، بنا به درخواست خود پادشاه، بودوین را ناتوان از اعمال خود اعلام کرد. قدرت‌ها بر اساس قانون اساسی بلژیک، پس از اعلام ناتوانی حاکم، شورای وزیران اختیارات رئیس دولت را تا زمانی که پارلمان بتواند در مورد ناتوانی پادشاه تصمیم بگیرد و نایب السلطنه تعیین کند، به عهده گرفت. این لایحه سپس توسط همه اعضای شورای وزیران «از طرف مردم بلژیک» مورد موافقت قرار گرفت. در یک جلسه مشترک، هر دو مجلس، پادشاه را قادر به اعمال مجدد اختیارات خود در روز بعد اعلام کردند.

### ژاپن
در مواد ۶ و ۷ قانون اساسی ژاپن تصمیمات مجلس که مستلزم تأیید امپراتور است ذکر شده‌است. اینها برخی از به اصطلاح "اعمال دولتی" (国事行為 kokuji-kōi) و طبق اصل ۳ قانون اساسی، اعمال دولتی مستلزم مشورت و تصویب هیئت وزیران است که مسئولیت آن بر عهده هیئت وزیران است.

### اردن
قانون اساسی اردن به پادشاه این کشور این حق را می‌دهد که از موافقت با قوانین تصویب شده توسط پارلمان خودداری کند. ماده ۹۳ آن سند به حاکم اردن شش ماه مهلت می‌دهد تا هر قانونی را که از سوی مجلس ملی به او ارسال می‌شود، امضا یا وتو کند. اگر او آن را در آن بازه زمانی وتو کند، مجمع می‌تواند با دو سوم آرای هر دو مجلس، وتوی او را لغو کند. در غیر این صورت قانون اجرایی نمی‌شود (ولی ممکن است در جلسه بعدی مجمع مورد بررسی مجدد قرار گیرد). اگر پادشاه ظرف شش ماه پس از ارائه لایحه به او اقدام نکند، بدون امضای او به قانون تبدیل می‌شود.

### لوکزامبورگ
در حالی که ماده ۳۴ قانون اساسی لوکزامبورگ قبلاً دوک بزرگ یا دوشس را ملزم می‌کرد تا قانون جدیدی را برای اجرایی شدن آن تحریم و ابلاغ کند، این تحریم در سال ۲۰۰۸ پس از اینکه دوک بزرگ هنری به نخست‌وزیر خود اطلاع داد که نمی‌تواند وضعیت خوبی داشته باشد، لغو شد. موافقت وجدان با لایحه ای برای اجازه اتانازی در کشور. اصلاحیه قانون اساسی بعدی نیاز به موافقت را حذف کرد و در عین حال نیاز دوک بزرگ را برای انتشار قوانین جدید حفظ کرد. امضای دوک اعظم هنوز لازم است، اما به معنای رضایت نیست، فقط اعلام می‌شود (اعلام این که قانون توسط پارلمان تصویب شده‌است). دوک بزرگ قانون اتانازی را تحت این ترتیبات جدید قانون اساسی امضا کرد.

### نروژ
مواد ۷۷ تا ۷۹ قانون اساسی نروژ به‌طور خاص به پادشاه نروژ این حق را می‌دهد که از هر لایحه ای که توسط استورتینگ تصویب می‌شود، از توشیح ملوکانه خودداری کند. اگر پادشاه روزی تصمیم بگیرد از این امتیاز استفاده کند، ماده ۷۹ ابزاری را ارائه می‌دهد که از طریق آن می‌توان وتوی او را نادیده گرفت: «اگر لایحه ای بدون تغییر در دو جلسه استورتینگ تصویب شده باشد که پس از دو انتخابات متوالی جداگانه تنظیم شده و از هر یک جدا شده‌است. دست‌کم در دو جلسه بین‌الملل استورتینگ، بدون اینکه لایحه‌ای متفاوت از سوی هیچ استورتینگ در فاصله زمانی بین اولین و آخرین پذیرش تصویب شده باشد، و سپس با درخواستی به پادشاه ارائه می‌شود که اعلیحضرت موافقت او را رد نکند. به لایحه‌ای که پس از بالغ‌ترین بررسی، استورتینگ آن را مفید می‌داند، حتی اگر توشیح ملوکانه قبل از تعطیلات استورتینگ صادر نشود، به قانون تبدیل می‌شود.»

### اسپانیا
در بخش دوم قانون اساسی اسپانیا در سال ۱۹۷۸، از جمله مقررات مربوط به تاج و تخت، ماده ۶۲ (الف) تحریم را سرمایه‌گذاری می‌کند (یعنی توشیح ملوکانه) و ابلاغ قوانین با پادشاه اسپانیا. فصل ۲ از قسمت سوم، در مورد تهیه لوایح، روش تصویب لوایح را تشریح می‌کند. طبق ماده ۹۱، پادشاه باید موافقت خود را اعلام کند و قانون جدید را ظرف پانزده روز پس از تصویب لایحه توسط کورتس ژنرال اعلام کند. ماده ۹۲ به پادشاه حق دعوت به رفراندوم را به توصیه رئیس دولت (که معمولاً در انگلیسی نخست‌وزیر نامیده می‌شود) و مجوز هیئت‌ها می‌دهد.
هیچ ماده قانون اساسی به پادشاه اجازه نمی‌دهد که مستقیماً قوانین را وتو کند. با این حال، قانون اساسی نیز حاکمیت را از عدم توشیح ملوکانه منع نمی‌کند. هنگامی که رسانه‌های اسپانیایی از پادشاه خوان کارلوس اول پرسیدند که آیا او لایحه قانونی ازدواج همجنس گرایان را تأیید می‌کند، او پاسخ داد: " Soy el Rey de España y no el de Bélgica " ("من پادشاه اسپانیا هستم و نه پادشاه بلژیک") - اشاره ای به پادشاه بودوئن بلژیک، که از امضای قانون بلژیک برای قانونی سقط جنین امتناع کرده بود. پادشاه در ۱ ژوئیه ۲۰۰۵ به قانون ۱۳/۲۰۰۵ توشیح ملوکانه داد. این قانون در خبرنامه رسمی دولتی در ۲ ژوئیه منتشر شد و در ۳ ژوئیه ۲۰۰۵ لازم الاجرا.

### تونگا
اصول ۴۱ و ۶۸ قانون اساسی به پادشاه این اختیار را می‌دهد که از توشیح ملوکانه از لوایح تصویب شده توسط مجلس قانونگذاری خودداری کند. در سال ۲۰۱۰، پادشاهی به سمت دموکراسی بزرگتر حرکت کرد و پادشاه جورج توپو پنجم گفت که در اعمال اختیاراتش توسط نخست وزیرش هدایت خواهد شد. با این وجود، این مانع از تصمیم مستقل سلطنتی برای اعمال حق وتو نمی‌شود. در نوامبر ۲۰۱۱، مجمع لایحه تسلیحات و مهمات (اصلاح) را به تصویب رساند که احکام کیفری احتمالی برای نگهداری غیرقانونی سلاح گرم را کاهش داد. این لایحه با ده رای موافق و هشت رای مخالف به تصویب رسید. دو نفر از اعضای مجمع اخیراً به نگهداری غیرمجاز سلاح گرم متهم شده بودند. نخست‌وزیر، لرد تویواکانو، به نفع این اصلاحیه رای داد. اعضای اپوزیسیون این لایحه را محکوم کردند و از پادشاه خواستند آن را وتو کند، که او در ماه دسامبر انجام داد.

## برای مطالعهٔ بیشتر
- «قانون مجلس» و «مجلس». در دایرةالمعارف بریتانیکا، ویرایش یازدهم. لندن (۱۹۱۱): انتشارات دانشگاه کمبریج.
- باند، MF (1956). " La Reyne le Veult: ساخت و نگهداری اعمال در وست مینستر ". «تاریخ امروز»، (جلد ۶، صص. ۷۵۶–۷۷۳). بازبینی شده در ۱۱ آوریل ۲۰۰۷.
- همراه با احکام دائمی و راهنمای مجموعه مقالات مجلس اعیان بایگانی‌شده  در ۱۹ دسامبر ۲۰۰۵ توسط Wayback Machine (چاپ بیست و دوم). بازبینی شده در ۱۱ آوریل ۲۰۰۷.
- هانسارد، مجلس اعیان، ۲ مارس ۱۹۶۷، ستون‌های ۱۱۸۱–۱۱۹۱
- ارجمند جان سی بوون، ۱۹۳۷-۱۹۵۰. مجلس قانونگذاری آلبرتا بازبینی شده در ۱۱ آوریل ۲۰۰۷.
- " قانون توشیح ملوکانه. (۲۰۰۲، حدود ۱۵) "وزارت دادگستری کانادا، ۲۰۰۲. بازبینی شده در ۱۴ اوت ۲۰۱۲.
- اسناد وایت هال نشان می‌دهد که ملکه و شاهزاده چارلز از حق وتو بر قوانین جدید استفاده می‌کنند